# جونیور سوپرانو
کورادو جان "جونیور" سوپرانو جونیور، با بازی دامینیک کیانزه، شخصیتی خیالی در سریال تلویزیونی سوپرانوها از اچ‌بی‌او است. معمولاً با نام‌های "جونیور" یا "عمو جونی" (تلفظ "جون") شناخته می‌شود. او برای بیشتر مدت سریال، رئیس خانواده جنایت دی‌میو است، اما در واقع نفوذ کمی دارد یا اصلاً ندارد، چرا که به عنوان رئیس صورتی انتخاب شده است. در برخی فلش‌بک‌ها، نسخه جوان‌تر کورادو را روکو سیستو بازی می‌کند. کوری استول نیز در فیلم پیش‌درآمد بسیاری از قدیس‌های نیوآرک (۲۰۲۱)، نقش جوان‌تر جونیور سوپرانو را ایفا می‌کند. بازی دامینیک چیانزه در نقش جونیور با تحسین منتقدان روبرو شد و دو نامزدی جایزه امی برای بهترین بازیگر مکمل مرد در یک سریال درام را برای او به ارمغان آورد.
جونیور به عنوان فردی باهوش، سنتی، سرسخت و ناامن از قدرت خود به تصویر کشیده می‌شود. اگرچه در فصل اول به عنوان شخصیتی تلخ و فریبکار نشان داده می‌شود، اما در فصل‌های بعدی جنبه‌های ملاحظه‌کارانه و طنزآمیز شخصیتش بیشتر آشکار می‌شود. او در طول بیماری و حبس خانگی‌اش، جنبه‌های حساس‌تر شخصیت خود را بروز می‌دهد. 
بر اساس گفته دیوید چیس، خالق سریال، نام "جونیور" از یکی از پسرعموهایش گرفته شده است. دامینیک کیانزه برای بازی در این نقش انتخاب شد، در حالی که تونی سیریکو (بازیگر نقش پائولی والتری) و فرانک وینسنت (بازیگر نقش فیلی لیوتاردو) نیز برای این نقش در نظر گرفته شده بودند.  

## پیشینه
در فصل اول اشاره می‌شود که جونیور ۷۰ سال دارد، بنابراین تاریخ تولد او به ۱۹۲۸ یا ۱۹۲۹ برمی‌گردد. کورادو سوپرانو جونیور بزرگترین پسر از سه فرزند کورادو و ماریانجلا دآگوستینو سوپرانو بود که اهل شهر آریانو در ایتالیا بودند و در سال ۱۹۱۱ به آمریکا مهاجرت کردند. جونیور عموی تونی سوپرانو (با بازی جیمز گاندولفینی) بود. او دو برادر کوچکتر داشت: ارکوله "اکلی" سوپرانو و جووانی "جانی" سوپرانو. اکلی دچار ناتوانی ذهنی بود و بیشتر عمرش را در یک مرکز روانپزشکی گذراند. جانی سوپرانو، برادر کوچکتر و پدر تونی بود. هر دو برادرش در دهه ۱۹۸۰ درگذشتند، بنابراین جونیور از هر دوی آنها بیشتر عمر کرد. هنگامی که جونیور برای فرار از محاکمه تظاهر به اختلال روانی می‌کرد، به روانشناس دادگاه گفت که در حال کوتاه کردن موهایش بوده وقتی از ترور جان اف کندی مطلع شده است.
جونیور به تونی می‌گوید که به جان اف کندی احترام می‌گذاشت، اما از برادرش رابرت به دلیل نقش او در کمیته سنای آمریکا برای بررسی فعالیت‌های نامناسب در کار و مدیریت، همچنین پیگرد جیمی هوفا و تحقیقات درباره اتحادیه بین‌المللی رانندگان کامیون، خوشش نمی‌آمد. تونی با نوستالژی به یاد می‌آورد که چگونه در کودکی، جونیور به او بیسبال یاد داد و او را به بازی‌های نیویورک یانکیز می‌برد. ظاهراً جونیور به موج‌سواری هم علاقه داشته است. او با علاقه از آموزش موج‌سواری به تونی در کودکی در ساحل جرسی یاد می‌کند و برای تولد ای‌جی یک تخته موج‌سواری ۴۰۰ دلاری می‌خرد.
هر دو برادر، جونیور و جانی، دبیرستان را رها کردند و به زندگی جنایت سازمانی روی آوردند و به خانواده جنایت دی میو پیوستند. در قسمت "در کاملو"، جونیور فاش می‌کند که در یک قرار عاشقانه با فران فلتستین در کلوپ ۵۰۰ آتلانتیک سیتی برای دیدن اجرای انزو استوارتی بوده، وقتی فران با برادرش جانی آشنا شد. جونیور عاشق فران بود و حتی حلقه‌ای برای او خریده بود، اما نتوانست به دلیل موقعیتش در جنایت سازمانی یا ترس از درخواست ازدواج، این کار را انجام دهد.
پس از مرگ جانی در سال ۱۹۸۶ به دلیل آمفیزم، جونیور همواره مراقب تونی بود و نقش راهنمای او را در صعود به خانواده جنایت ایفا کرد، زمانی که تونی جوان‌ترین کاپیتان خانواده شد.
پس از دستگیری رئیس دیرینه خانواده، ارکوله "اکلی" دی میو در اواخر ۱۹۹۵، جونیور درگیر اختلافی حمل و نقل با رئیس جدید موقت، جکی آپریل سینیور شد. او به بوکا راتون فرار کرد تا از عواقب احتمالی در امان بماند، اما تونی و "بیگ پوسی" بونپنسیرو جلسه‌ای ترتیب دادند تا مشکل را حل کنند. جونیور گاهی از این که مجبور بود به آپریل جوان جواب پس بدهد، که قبلاً برایش سامبوکا می‌آورد، ناراحت بود.
جونیور هرگز ازدواج نکرد و فرزندی نداشت. او در بلویل، نیوجرسی زندگی می‌کرد. او به بابی باکالییری گفته بود که مشکل پا دارد و حتی دوست ندارد در مورد میخچه صحبت کند.

## جزئیات طرح

### قدیسان فراوان نیوآرک
جونیور به عنوان کاپیتان موقت گروه برادرش جیووانی "جانی بوی" سوپرانو از سال ۱۹۶۷ و پس از زندانی شدن او مسئولیت را به عهده می‌گیرد. در مراسم تشییع جنازه "هالیوود دیک" مولتیسانتی، جونیور ریچارد "دیکی" مولتیسانتی را کنار می‌کشد و به او می‌گوید که آنها را مانند برادر می‌داند. او به دیکی دست دوستی دراز می‌کند و قول می‌دهد هر کمکی که نیاز داشته باشد در اختیارش بگذارد. پنج سال بعد در ۱۹۷۲، جانی بوی از زندان آزاد می‌شود و کنترل گروهش را دوباره به دست می‌گیرد. جونیور با ناراحتی متوجه می‌شود که برادرش او را به خاطر "از هم پاشیدن" محله در زمان نبودش سرزنش می‌کند. جانی از برادرش می‌خواهد تا از "الگوی" دیکی پیروی کند، اما این موضوع فقط رابطه نزدیک قبلی جونیور و دیکی را خراب می‌کند. مشخص است که جانی به تدریج دیکی را به برادر خود ترجیح می‌دهد و این باعث می‌شود جونیور دیگر دیکی را نه یک شریک، بلکه یک رقیب ببیند. مدتی بعد، جونیور در مراسم تشییع جنازه "بودا" بونپنسیِرو، یکی از اعضای رسمی خانواده که توسط گروه آفریقایی-آمریکایی هارولد مک‌برایِر کشته شده بود، شرکت می‌کند. جونیور روی پله‌های تالار تشییع لیز می‌خورد و دیکی با دیدن تقلای او برای بلند شدن، شروع به خندیدن و مسخره کردنش می‌کند. چند ماه بعد، جونیور بیشتر عصبانی می‌شود وقتی آسیب دیدگی‌اش او را از رابطه جنسی با معشوقه‌اش محروم می‌کند. با احساس تحقیر و خشم، جونیور در خفا دستور ترور دیکی مولتیسانتی را صادر می‌کند، با این دانش که تقصیر به گردن گروه هارولد خواهد افتاد. مولتیسانتی در حیاط خانه‌اش با شلیک از پشت سر به قتل می‌رسد. در مراسم تشییع جنازه دیکی، جونیور با نگاهی سرد به جسد او خیره می‌شود، با این رضایت که هیچگاه کسی از نقش او در این قتل مطلع نخواهد شد.

### سوپرانوها
در قسمت اول سریال، جونیور قصد دارد "لیتل پوسی" مالانگا را در رستوران آرتی بوکو (دوست دوران کودکی تونی) به قتل برساند. تونی بارها تلاش می‌کند از این قتل جلوگیری کند و در نهایت با آتش زدن عمدی رستوران، آن را وادار به تعطیلی می‌کند تا قتل در جای دیگری اتفاق بیفتد - اقدامی که جونیور را خشمگین می‌کند. تنش‌ها زمانی بیشتر می‌شود که دو تن از همکاران تونی (کریستوفر مولتیسانتی و برندان فیلمون) کامیونی متعلق به شرکتی که به جونیور حق حفاظت می‌پرداخت را سرقت می‌کنند. جونیور علی‌رغم تلاش‌های تونی برای حل مسئله، مدام خشم و تهدید ابراز می‌کند. وقتی برندان کامیون دیگری را سرقت می‌کند و راننده به طور تصادفی کشته می‌شود، جونیور دستور قتل برندان را صادر می‌کند اما به دلیل نسبت فامیلی کریستوفر با تونی، فقط یک اعدام نمایشی برای او ترتیب می‌دهد.
پس از مرگ جکی آپریل، تونی با وجود داشتن پشتیبانی برای رهبری خانواده، از ترس جنگ داخلی، جونیور را به عنوان رئیس اسمی معرفی می‌کند تا توجه پلیس را منحرف کند. در حالی که جونیور به طور فزاینده‌ای حریص و مستبد می‌شود، تونی در پشت صحنه امور را مدیریت می‌کند. وقتی جونیور از طریق لیویا (مادر تونی) از این موضوع مطلع می‌شود، خشمگین می‌شود.
در این مدت، شایعه مهارت جونیور در سکس دهانی در بین زنان مافیا پخش می‌شود و تونی او را در جمع مردان مسخره می‌کند. جونیور با عصبانیت رابطه خود با معشوقه‌اش بابی سانفیلیپو را قطع می‌کند و یک پای لیمویی را به صورت او می‌کوبد. او همچنین از لیویا می‌فهمد که تونی به روانپزشک مراجعه می‌کند و دستور ترور ناموفق تونی را می‌دهد - اقدامی که به دلیل علاقه به برادرزاده‌اش، خودش را هم آزار می‌دهد. تونی در پاسخ، دو تن از عوامل جونیور (میکی پالمیس و چاکی سیگنوره) را به قتل می‌رساند. جونیور تنها به این دلیل نجات می‌یابد که اف‌بی‌آی او را به اتهامات رشوه‌گیری دستگیر می‌کند.
در فصل چهارم، دادگاه جونیور به دلیل ارعاب یکی از اعضای هیئت منصفه به بن‌بست می‌رسد. با این حال، سکته‌های خفیف و حبس خانگی او را افسرده و فراموشکار کرده است. در فصل پنجم، نشانه‌های زوال عقل در جونیور ظاهر می‌شود و در قسمتی با لباس خواب در خیابان‌ها به دنبال برادر مرحومش می‌گردد.
در فصل ششم، وضعیت جونیور بدتر می‌شود. او در توهماتش دشمن قدیمی "لیتل پوسی" مالانگا را می‌بیند و یک شب با تصور اینکه تونی همان مالانگا است، به شکم او شلیک می‌کند. جونیور دستگیر می‌شود اما به دلیل شرایط روانی به آسایشگاه منتقل می‌شود. حتی وقتی ای‌جی (پسر تونی) برای انتقام به دیدارش می‌آید، جونیور او را با تونی اشتباه می‌گیرد.
در آسایشگاه، جونیور همچنان مانند یک رئیس مافیا رفتار می‌کند: به کارکنان رشوه می‌دهد، بازی‌های کارتی ترتیب می‌دهد و با رقبا درگیر می‌شود. بیمار جوانی به نام کارتر چانگ او را به عنوان الگو می‌پرستد. اما پس از یک درگیری و کتک خوردن شدید، جونیور داروهایش را می‌پذیرد و آرام می‌شود.
در قسمت پایانی سریال، جونیور که اکنون در یک مرکز دولتی است، حتی خواهرش جنیس را با لیویا اشتباه می‌گیرد. وقتی تونی برای آخرین بار از او دیدار می‌کند، جونیور فقط او را به عنوان کسی که در کودکی با او بازی می‌کرده به یاد می‌آورد. تونی که از پیشرفت زوال عقل عمویش ناامید شده، با چشمانی اشک‌آلود و بدون گفتن کلمه‌ای، برای همیشه او را ترک می‌کند.

## پیوندهای خارجی
- پروفایل HBO: کورادو «جونیور» سوپرانو